# Монро Тауншип (округ Снайдер, Пенсільванія)
Монро Тауншип (англ. Monroe Township) — селище (англ. township) в США, в окрузі Снайдер штату Пенсільванія. Населення — 4146 осіб (2020).

## Демографія
Згідно з переписом 2010 року, у селищі мешкало 3895 осіб у 1601 домогосподарстві у складі 1190 родин. Було 1715 помешкань
Расовий склад населення:
| - 96,2 % — білих - 1,6 % — азіатів - 0,9 % — чорних або афроамериканців - 0,1 % — корінних американців |

До двох чи більше рас належало 0,8 %. Частка іспаномовних становила 1,4 % від усіх жителів.
За віковим діапазоном населення розподілялося таким чином: 20,4 % — особи молодші 18 років, 61,6 % — особи у віці 18—64 років, 18,0 % — особи у віці 65 років та старші. Медіана віку мешканця становила 45,7 року. На 100 осіб жіночої статі у селищі припадало 97,8 чоловіків;  на 100 жінок у віці від 18 років та старших — 95,3 чоловіків також старших 18 років.
Середній дохід на одне домашнє господарство  становив 106 915 доларів США (медіана — 61 439), а середній дохід на одну сім'ю — 119 515 доларів (медіана — 67 007). Медіана доходів становила 39 412 долари для чоловіків та 35 333 долари для жінок. За межею бідності перебувало 2,7 % осіб, у тому числі 4,6 % дітей у віці до 18 років та 1,9 % осіб у віці 65 років та старших.
Цивільне працевлаштоване населення становило 2259 осіб. Основні галузі зайнятості: освіта, охорона здоров'я та соціальна допомога — 22,1 %, виробництво — 15,6 %, роздрібна торгівля — 14,9 %.